# Memorias de un hombre en pijama
Memorias de un hombre en pijama es una tira de prensa creada por Paco Roca para el periódico "Las Provincias" en 2010.

## Trayectoria editorial
A principios de 2010, Julián Quirós, director del diario valenciano "Las Provincias", propuso a Paco Roca:

Me gustaría que hicieras algo sobre la vida de los jóvenes urbanitas actuales, maduritos de treinta y tantos o cuarante y pocos, profesionales que siguen solos o con parejas cambiantes.

De esta forma y durante casi año y medio, Paco Roca realizó 63 entregas de una página para la edición dominical de periódico.
Astiberri las recopiló en 2011 en un volumen monográfico, remontando cada página en dos.